# 중국시보
중국시보(中國時報, China Times)는 중화민국에서 발행되는 신문이다. 현재 본사는 타이완 타이베이에 위치해 있다. 연합보, 자유시보, 빈과일보와 함께 4대 신문으로 불린다. 발행 부수는 100만부(2005년)이다.

## 역사
중국시보의 전신은 1950년 2월에 창간된 징신신문(徴信新聞)이다. 1960년 1월 1일에 징신신문은 징신신문보로 이름을 바꾸었다. 1968년 3월 29일에는 아시아에서 처음으로 칼라 인쇄를 도입한 신문이 되었다. 1968년 9월 1일에 지금의 이름인 중국시보로 개칭하였다.
2008년, 중국시보 그룹은 타이완 최대의 떡 생산회사 왕왕그룹에 인수되었다.

## 같이 보기
- 중국텔레비전공사(CTV)